# Twa de la région des Grands Lacs
Cet article possède des paronymes, voir TWA, toit, toi et Toa (homonymie).
Pour un article plus général, voir Pygmée.

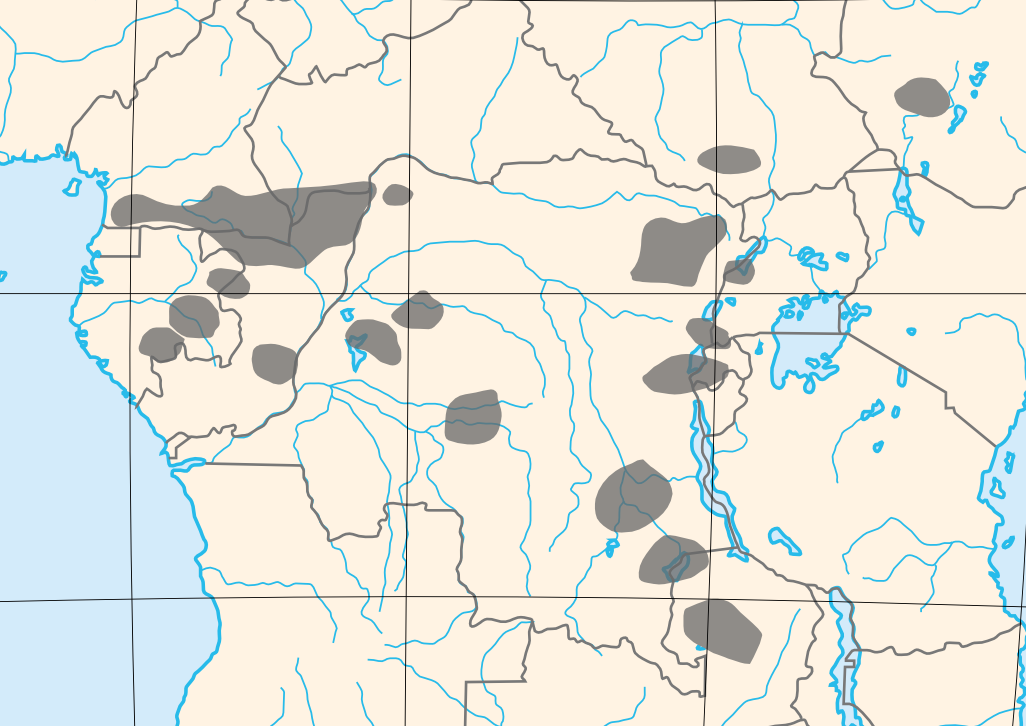
Les pygmées d'Afrique centrale selon Luigi Luca Cavalli-Sforza

Drapeau du peuple Twa.

Les Twa de la région des Grands Lacs appartiennent au peuple pygmée d'Afrique. Ils sont généralement considérés comme les habitants les plus anciens de la région. Les actuelles populations Twa se rencontrent au Rwanda, au Burundi, en Ouganda, en République du Congo et dans l'Est de la République démocratique du Congo (RDC). Il existe d'autres populations pygmées apparentées aux Twa en RDC (dans la forêt du bassin du Congo sur le territoire des Mongos et en Ituri, (Mbuti)) ainsi qu'en Angola, Namibie, Zambie, Malawi et au Botswana.
En 2000, on estimait le nombre de Twa entre 70 000 et 87 000 personnes, dispersées sur une zone d'environ 100 000 km2. Dans tous les pays où ils sont présents, les Twa sont extrêmement minoritaires (entre 0,02 et 0,7 % de la population). Partout, ils sont marginalisés sur le plan politique et économique et peinent à remettre en cause les discriminations dont ils sont victimes. Les Twas possèdent trois sièges réservés à l'Assemblée nationale et au Sénat du Burundi.

## Ethnonymie
Selon les sources et le contexte, on observe notamment les formes suivantes : Abathwa, Atschoua, Ba.Twa, Bachua, Bacwa, Bakiue, Bakwa, Banyaruanda, Banyarwanda, Baroa, Bassoa, Batjva, Batshwa, Batswa, Batua, Batwa, 
Batwas, Bekoe, Cwa, Gwa, Pygmées Twa, Ruanda, Rutwa, Rwanda, Swa, Toa, Tshwa, Twas, Watshua, Wattua, Wottschua, Xegw, Xegwi.

## Histoire

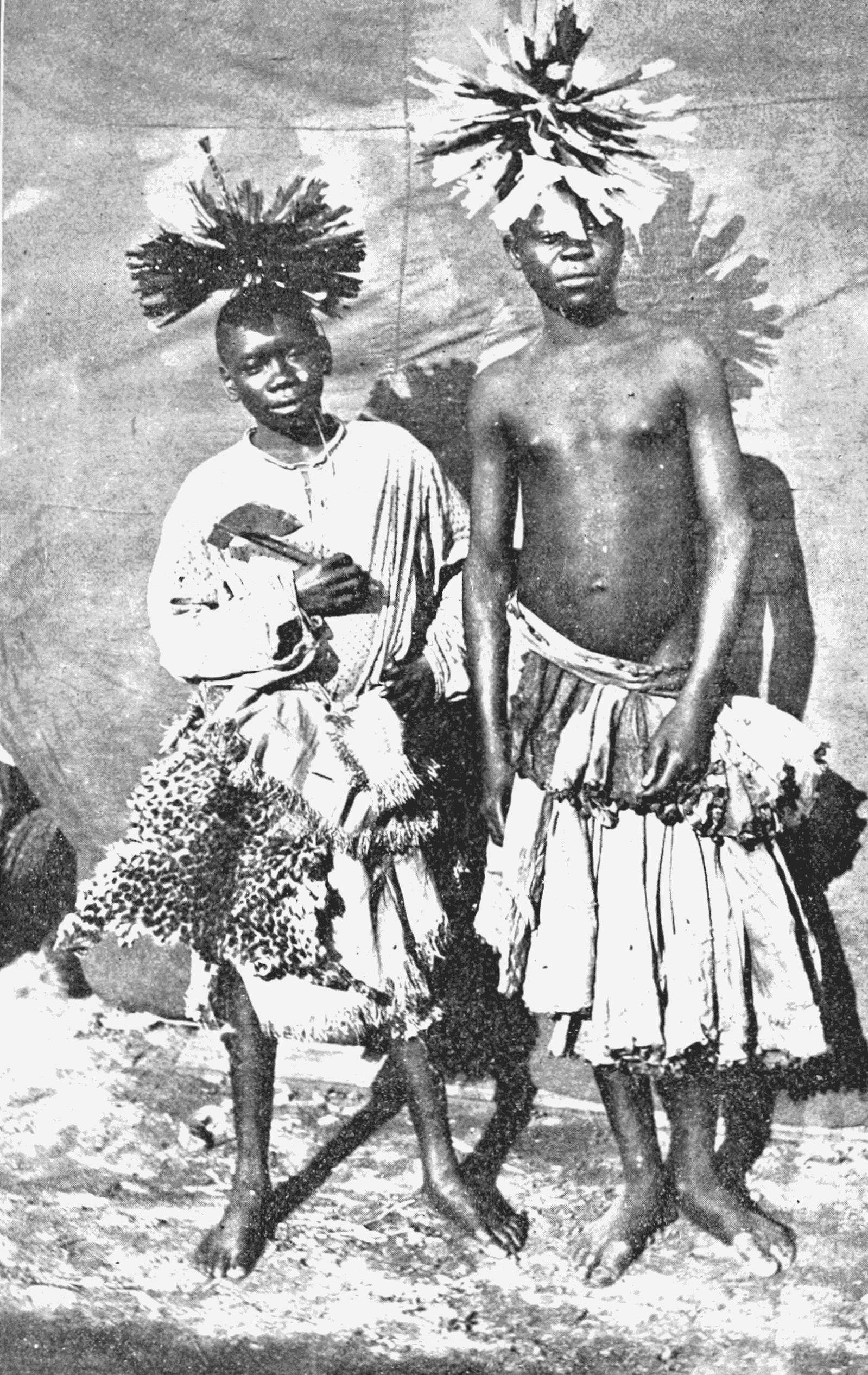
Un pygmée twa et un jeune kuba, 1906

Pendant des centaines d'années, à l'instar de la plupart des peuples pygmées, les Twa ont vécu dans la forêt équatoriale selon un mode de vie traditionnel de chasseurs-cueilleurs semi-nomades. Leurs sociétés étaient marquées par un très fort sens de l'égalité (lié au principe moral de partage non réciproque), y compris dans les relations hommes femmes[réf. à confirmer]. Leurs sociétés reposaient également sur un système de consommation dit de retour immédiat (immediate-return) dans lequel il n'y a aucun stockage, par opposition aux sociétés dites de retour différé (delayed-return) qui stockent le surplus de consommation en prévision d'éventuelles pénuries.
Peuple originaire, les Twa ont eu à subir, au moins à partir du XIVe siècle de notre ère, la domination de peuples agriculteurs et éleveurs, puis, à partir de la fin du XIXe siècle, celle des colonisateurs européens. 
L'impact de ces nouveaux arrivants sur le mode de vie des Twa a, toutefois varié selon les pays et les régions. Si l'historiographie traditionnelle décrit généralement un processus continu de marginalisation des Twa, les traditions orales renvoient souvent l'image d'une situation beaucoup plus contrastée, au moins jusqu'au XXe siècle[réf. nécessaire].

### Les Twa du Rwanda
Au Rwanda, on considère généralement que les Hutu sont arrivés dans la région entre le XIe et le XIVe siècle et qu'ils auraient soumis les Twa locaux. Au cours du XVe siècle, les populations Tutsi, au mode de vie pastoraliste auraient, à leur tour, soumis les Hutu et les Twa, créant une société organisée autour de trois groupes sociaux principaux. Cette vision des Tutsi comme étrangers au Rwanda correspond à l'idéologie hamitique, à l'origine notamment du Génocide des Tutsis et n'est plus acceptée aujourd'huie.
Souvent comparés, à tort, à des castes figées, les groupes Tutsi et Hutu s'apparentaient cependant davantage à des ordres sociaux entre lesquels existait un certain degré de coopération et de circulation[réf. nécessaire]. Par ailleurs, bien que situé en général au plus bas de l'échelle sociale, il semble que les Twa aient eu un rôle complexe qu'on ne peut pas réduire à celui d'une population marginalisée et méprisée. Les Twa ont été les alliés de certains clans tant Hutu que Tutsi. Quelques Twa ont reçu le titre de sous-chef et un groupe, le clan Basyeti a été anobli. Certains Twa ont même participé au gouvernement des rois Tutsi. Enfin, les Twa ont été très tôt admirés comme artistes - certains jouant même le rôle de fou à la cour des rois - et leur connaissance de la forêt, des plantes sacrées et leurs pouvoirs chamaniques supposés en ont souvent fait des personnages redoutés.
La situation des Twa s'est dégradée au cours du XXe siècle[réf. nécessaire]. À leur arrivée au Rwanda fin XIXe siècle, les colonisateurs allemands, puis belges ont entrepris de classifier les populations locales en fonction de leurs activités et de leur physique, ce qui eut pour résultat de créer une différenciation raciale et politique artificielle au profit des Tutsi et au détriment des Hutu et Twa. Sous la colonisation puis au cours des premières décennies suivant l'indépendance en 1961, l'irruption des modes d'échanges économiques modernes (monétaires), les politiques de déforestation, la pénurie de terres cultivables et la création de parc nationaux (Parc national des Volcans, Parc national de l'Akagera) ont eu pour résultat de restreindre l'accès des Twa aux forêts ancestrales et de déstabiliser encore un peu plus leur mode de vie traditionnelle. En 2010, on estimait que les Twa étaient 33 144  au Rwanda, soit 0,41 % de la population totale.

### Les Twa de l'Ouganda

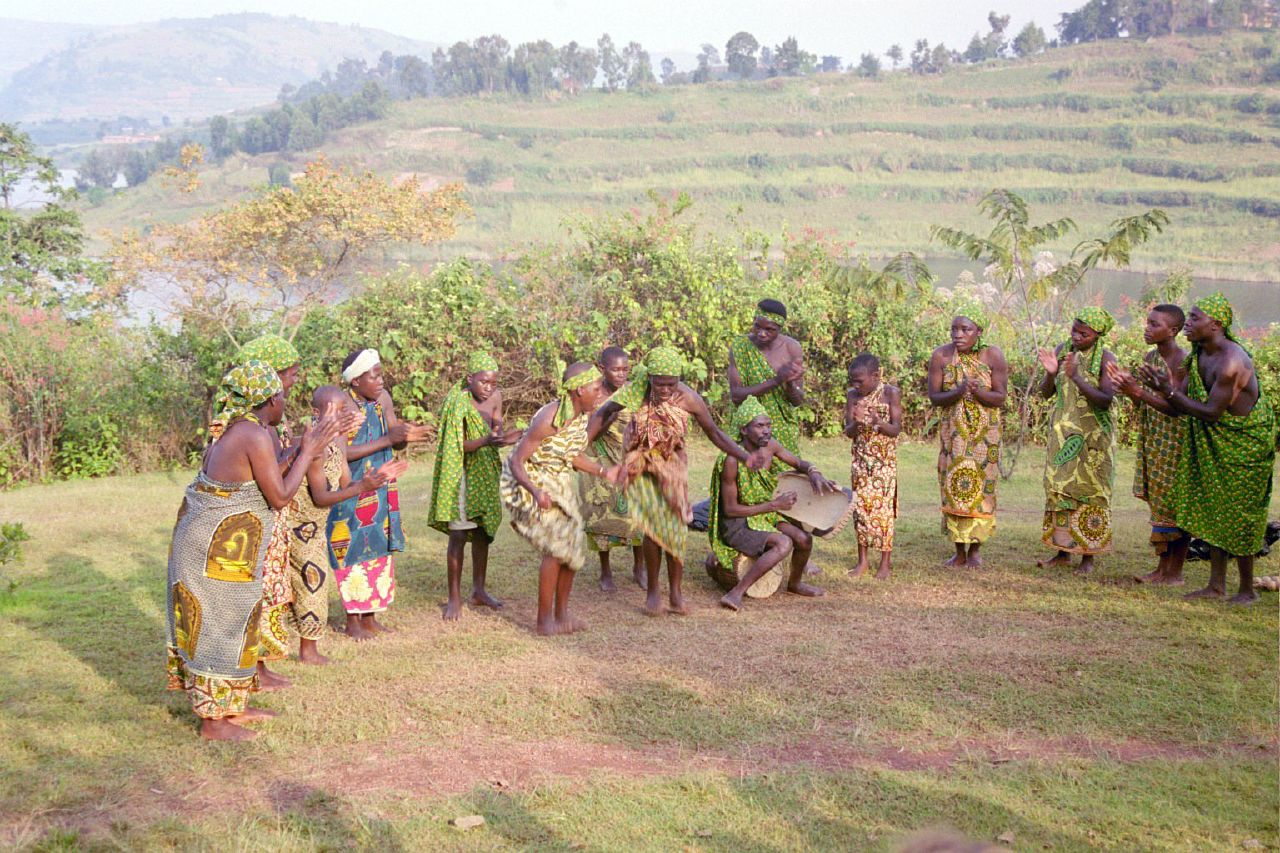
Twa de l'Ouganda

On considère que les Twa ont été jusqu'au XVIe siècle les seules populations présentes dans le district de Kabale situé au sud-ouest de l'Ouganda et frontalier avec l’État pré-colonial du Rwanda. Les Twa y menaient une vie de chasseurs-cueilleurs forestiers, payaient un tribut à la cour du roi Tutsi du Rwanda sous forme d'ivoire et de peaux de bêtes et taxaient les caravanes traversant leur territoire. Au XVIIIe siècle, les Twa s'allièrent aux neuf clans Kiga Hutu qui s'étaient installés dans la région afin de fuir le gouvernement Tutsi du Rwanda. Lorsque Mpama, un prince Tutsi se rendit sur place pour reprendre le contrôle de la région, des archers Twa originaires du Rwanda faisaient partie de l'expédition et ces derniers furent nombreux ensuite à rester sur place. On estime généralement que le soutien des Twa fut décisif dans la victoire du roi Tutsi sur les clans Hutu. Dans cette région de l'Ouganda, des clans Twa réussirent même à imposer le paiement de tributs à des clans Hutu et plusieurs Twa, comme Semasaka, devinrent de riches et puissants notables.
À la fin du XIXe siècle, un conflit éclata entre les clans Twa et les autorités Tutsi rwandaises au sujet d'une alliance matrimoniale. Dans un premier temps, les Twa infligèrent une défaite au sous-chef tutsi local et étendirent leur domination sur le district. Le prince rwandais Nyindo, demi-frère du roi Musinga ne parvint à reprendre le contrôle de la région en 1898 qu'en faisant appel aux colons belges installés au Congo qui lui fournirent des armes à feu. Entre 1896 et 1910, un autre leader twa, Basebya se distingua par une succession de raids contre les Tutsi. Il fut cependant capturé puis remis aux Allemands qui l'exécutèrent en 1911. Pendant la période coloniale britannique en Ouganda, l'expansion des surfaces cultivées et l’abattage des arbres réduisirent le territoire des forêts contrôlés par les Twa. Ces derniers devinrent de plus en plus dépendants des fermiers pour leur nourriture et l'accès à la terre. Accusés de braconnage contre les gorilles (alors même qu'ils ne consomment pas leur viande, cet animal étant tabou pour eux), ils ont été aussi fréquemment expulsés des réserves protégées comme ce fut le cas, en 1991, sans aucune compensation, des parcs de Bwindi et Mahinga.

### Les Twa du Burundi
Comme au Rwanda, la situation des Twa du Burundi s'est considérablement dégradée au cours du XXe siècle à cause de l'extension des cultures et de la déforestation. Depuis les années 1970, la chasse y est devenue illégale et la redistribution des terres qui s'est faite après l'indépendance s'est faite au détriment des Twa.
Imelde Sabushimike devient en 2020, la première Twa à entrer dans un gouvernement africain en étant nommée Ministre du Burundi.

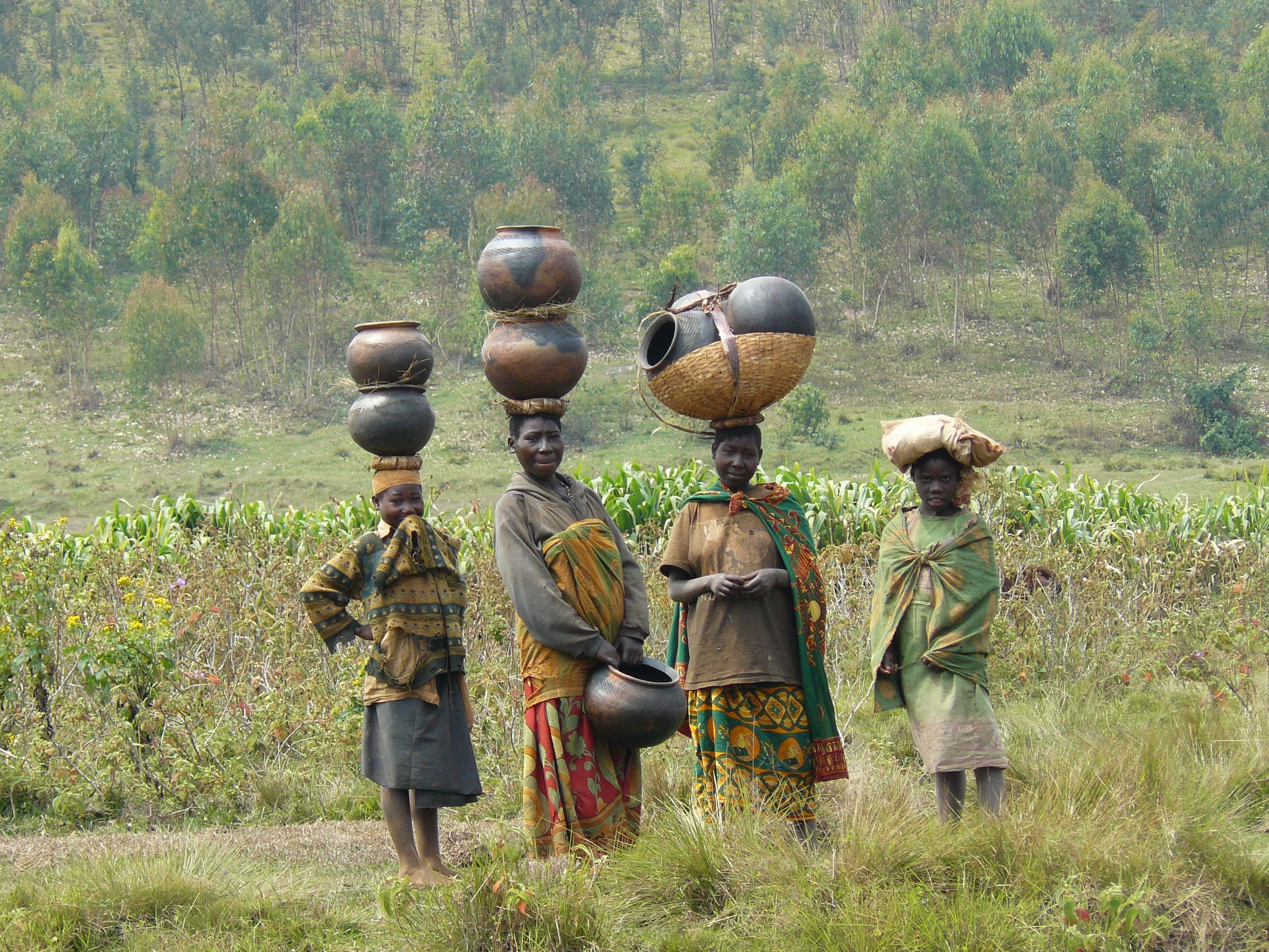
Femmes twa au Burundi

### Les Twa en RDC
Comme dans d'autres pays de la région, les Twa des provinces du Nord du Sud Kivu et du nord du Katanga ont noué des relations de clientèle avec les peuples agriculteurs et éleveurs. Un chef traditionnel (un Mwami) local qui n'avait pas de Twa à sa cour n'était ainsi pas considéré comme un chef important. L'étendue des forêts dans l'Est de la RDC a longtemps permis aux Twa de la région de mieux préserver leur mode de vie traditionnel que ceux des pays frontaliers.
Toutefois, avec la colonisation et les politiques de modernisation menées après l'indépendance, les Twa ont été progressivement expulsés des forêts. Ce fut notamment le cas, entre 1960 et 1975, pour les Twa vivant dans le Parc national de Kahuzi-Biega (entre 3 000 à 6 000 personnes) qui furent violemment expulsés par l'Institut zaïrois pour la conservation de la nature (IZCN). Aucune consultation n'eut lieu avant leur expulsion et les Twa ne bénéficièrent d'aucune mesure de compensation. On estimait, en 2000 que 50 % des Twa expulsés du parc étaient morts. Jerome Lewis rapporte le témoignage édifiant d'un Twa de Kalehe recueilli par Barume et Jackson: « Depuis que nous avons été expulsés de nos terres, la mort nous poursuit. Nous enterrons des gens presque tous les jours. Le village se vide. Nous allons vers l'extinction. Maintenant toutes les personnes âgées sont mortes. Notre culture meurt aussi ».
Les Twa sont victimes de nombreuses discriminations dans l'ensemble du Congo. Que ce soit au Nord Kivu ou au Katanga, Ils sont souvent considérés comme des êtres inférieurs et traités comme des animaux. Ils n'ont quasiment aucun accès à la terre et au pouvoir coutumier.  

## L'impact des guerres en Afrique centrale
Les Twa sont rarement pris en compte dans l'étude des conflits qui ont opposé les Tutsi et les Hutu au Rwanda et au Burundi dans les années 1990-2000. On estime qu'ils ont payé un lourd tribut lors du génocide de 1994 au Rwanda en 1994. Sur les 20 000 Twa vivant au Rwanda au début des années 1990, on estime que 8 000 seraient morts pendant le génocide (et 2 000 auraient dû s'exiler). Pendant le génocide, de nombreux Twa ont aussi servi aux côtés des plus forts - les miliciens Hutu - ce qui a compliqué leurs relations avec le pouvoir Tutsi de Paul Kagame au cours des années qui ont suivi. Début 2000, de nombreux Twa ont été chassés de leur terre par les autorités rwandaises afin de construire sur leurs terres des maisons au profit des survivants du génocide.
Au Burundi, les Twa se sont également retrouvés pris au piège des cycles de violence post-indépendance et de la guerre civile des années 1990-2000 qui ont opposé les Tutsi et les Hutu. Beaucoup de Twa ont dû fuir les violences et ont vécu comme déplacés dans leur propre pays. En désespoir de cause, certains Twa se sont installés à proximité d'un groupe Hutu ou Tutsi et ont servi de boucliers humains en l'échange de rations quotidiennes.
En République démocratique du Congo, les Twa ont aussi payé un lourd tribut lors de la Seconde guerre. Les forêts du Nord et Sud Kivu ont servi de refuge aux différents groupes armés qui se sont affrontés à partir de 1996 en RDC. Accusés de soutenir les mouvements Mayi-Mayi opérant dans les forêts, ils ont été victimes de plusieurs massacres et de viols. En effet, selon certaines superstitions et croyances locales, les relations sexuelles avec des femmes pygmées permettraient de guérir certaines maladies ou de rendre invincible. Par ailleurs, le viol a été utilisé, contre une arme de guerre et les femmes twa comme les femmes des autres communauté ont été particulièrement touchées.
Il n'existe pas de statistiques officielles sur la prévalence du VIH/SIDA au sein de la communauté twa mais plusieurs cas de contaminations ont été rapportés par la presse. Des enfants twa ont aussi été tués et leur chair consommée du fait de croyances locales leur prêtant des pouvoirs surnaturels.
Selon le rapport du Projet mapping concernant les violations les plus graves des droits de l’homme et du droit international humanitaire commises en RDC, des éléments de l'armée du  Rassemblement congolais pour la démocratie et l'armée patriotique rwandaise (FPR) ont tué 12 pygmées (quatre civils et huit ex-Mayi-Mayi ayant déposé les armes) dans le village de Nyemba, à 39 kilomètres de Nyunzu, dans le Nord du Katanga. En mars 2003, les Twa été victimes de traitements cruels, inhumains ou dégradants, de viols et détentions arbitraires dans le village de Mubambiro, situé à la lisière du Parc national des Virunga, à une vingtaine de kilomètres au nord de Goma de la part de l'armée du Rassemblement congolais pour la démocratie et des FDLR. En septembre 2003, des soldats de l'armée du Rassemblement congolais pour la démocratie ont violé des Pygmées dans le village de Mudja, situé lui aussi près du Parc national des Virunga. D'autres cas de violences envers les Twa ont également été documentés dans les régions de Bunyakiri et du Masisi (à la frontière du Sud-Kivu et du Nord-Kivu).
Les Twa se sont aussi engagés au sein de milices Mayi-Mayi et FDLR et ont commis des crimes. Le 5 mars 2000, des Mayi-Mayi pygmées  ont attaqué le village de Mpende, près de Nyunzu, tuant neuf civils et en blessant six à coup de flèches empoisonnées. Le 23 janvier 2001, des éléments de l’Armée de Libération du Rwanda (ALiR) accompagnés de Mayi-Mayi pygmées ont tué sept hommes et dénudé 20 femmes aux environs du village de Biengele, à 2 kilomètres de Nyunzu, sur l’axe menant vers Kongolo. Il convient de noter que le Projet mapping a aussi documenté les violences extrêmes subies par les Pygmées Mbuti qui vivent dans le district de l'Ituri dans la Province Orientale.

## Situation actuelle

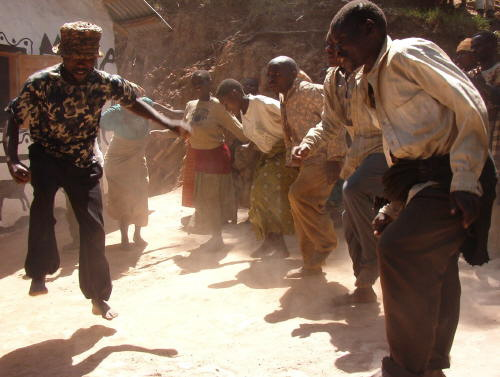
Danse traditionnelle des Twa

Début 2000, on estimait qu'il ne restait plus que 7 000 Twa vivant dans la forêt (ou Impunyu selon le terme avec lequel ils se désignent eux-mêmes) principalement dans le sud-ouest de l'Ouganda, le nord et le sud du Rwanda et les provinces du Nord Kivu et Sud Kivu en RDC. À côté de ce groupe, il y avait encore, semble-t-il, à cette époque entre 3 000 à 4 000 Twa vivant principalement de la pêche autour du lac Kivu et sur l'île d'Idjwi en République démocratique du Congo. La majorité des Twa (60 000 à 76 000) vivraient aujourd'hui en dehors de la forêt, travaillant, pour les hommes comme paysans journaliers, artisans ou ouvriers et, pour les femmes, comme potières.
La majorité des Twa vivent sans terre et dans la plus grande pauvreté. Les droits ancestraux qu'ils possédaient sur leurs terres ne sont pas reconnus par les gouvernements de la région et pratiquement aucun mécanisme de compensation n'a été mis en place pour les terres dont ils ont été chassés du fait de la création de réserves naturelles. Leur tentative pour se reconvertir dans la poterie et reconstituer l'identité twa autour de cette activité est mise à mal, à partir des années 1970, par la production industrielle de récipients moins chers dans la plupart des pays de l'Afrique centrale et l'interdiction qui leur est faite de plus en plus souvent d'accéder aux marécages argileux du fait de leur asséchement ou de l'utilisation de ces marécages pour la mise en culture du riz comme au Rwanda. Jerome Lewis cite une chanson de Twa rwandais résumant bien la crise traversée par ceux s'étant reconvertis dans la poterie :

« Ayee, ayee, ayee ; l'argile est dure, ayee; l'argile n'a plus de valeur; l'argile me donnait de la viande que je pouvais manger avec d'autres choses; l'argile me donnait du sorgho et je pouvais boire de la bière de sorgho, l'argile me donnait des haricots et je pouvais très bien manger avec beaucoup d'autres choses, ayee; laisse moi seul, je suis fatigué de la mauvaise valeur de l'argile; les tasses et les plats et les poêles en plastique sont arrivés; ayeeeee. »

Privés de l'accès à la forêt qui leur assurait une relative autonomie économique et une place dans la société, les Twa ont eu tendance à être la cible de discriminations de plus en plus visibles. La vente de poteries permettait d'établir un lien économique et humains avec les autres communautés qui souhaitaient acheter les produits des Twa. Avec le déclin de cette activité, les occasions de rencontres sont devenue plus rares et les préjugés négatifs ont pu s'exprimer plus librement envers eux.
En 2000, Jerome Lewis a fait un recensement des stéréotypes négatifs dont sont victimes les Twa dans la région des Grands Lacs. Parmi les différents noms utilisés pour désignés les Twa, on trouverait ainsi : Abayanda (ceux qui volent), Abashenzi (ceux qui ne sont pas civilisés), Abashezi (ceux qui pratiquent la sorcellerie), Gutyoza (ceux qui sont méprisés), Intarima (ceux qui sont incapables de cultiver), Abaryantama (ceux qui mangent du mouton, animal tabou chez les Hutu et les Tutsi), Abaterampango (ceux qui mangent de l'antilope, animal considéré comme répugnant par les autres populations). De façon générale, le préjugé court au sein du reste de la population de ces pays que les Twa sont immoraux, dépravés et qu'ils ne sont pas tout à fait des êtres humains. Lewis notait que la discrimination entre Twa existent aussi : au Burundi, par exemple, les communautés twa qui ont réussi à acquérir des terres et des logements décents refusent qu'on les désignent sous le terme de Twa et veulent qu'on les appelle Abaterambere (« ceux qui se développent »).
Lewis décrit un véritable système de ségrégation coutumière et légale mise en place dans les pays comme le Rwanda, le Burundi et dans une moindre mesure, l'Ouganda et la RDC contre les Twa : de façon coutumière, les populations majoritaires refusent généralement de manger ou de boire avec un Twa; elles refusent qu'un des leurs se marie avec un ou une Twa; elles souhaitent qu'ils se tiennent à distance, ne s'assoient pas sur le même banc qu'elles, ne touchent pas les instruments de cuisine, les couverts etc. Lewis ajoute que les Twa sont tenus à l'écart dans de nombreux lieux publics, y compris les marchés et qu'ils doivent généralement puiser de l'eau en aval des autres.
Sur le plan législatif et des politiques publiques, les discriminations sont aussi manifestes : aucun des pays où ils résident n'est partie à la Convention 169 de l'Organisation internationale du travail relative aux peuples indigènes et tribaux qui constitue la base de la législation internationale en matière de droits de l'homme pour la protection des peuples autochtones.
La majorité des Twa forment une sorte de communauté apatride à l'intérieur des États où ils vivent, le plus souvent sans carte d'identité, sans terre, sans accès à l'éducation ou à la justice. Lewis note que les Twa peuvent difficilement porter plainte lorsqu'ils sont victimes de vols ou d'agression. Ils ne sont pas suffisamment pris en compte dans les programmes nationaux de santé. Dans ce contexte, l'alcoolisme se répand chez les hommes Twa ce qui contribue à affaiblir encore plus les communautés. Par ailleurs, les Twa font face à une crise d'identité de plus en plus aigüe et se tourne de plus en plus vers la mendicité. Si au niveau des autorités nationales, il n'y a pas de politique délibérée pour les marginaliser en revanche, au niveau local, tout semble concourir à les maintenir en dehors des circuits économiques et dans la plus grande marginalité. C'est ainsi que malgré l'indépendance de leur pays des puissances européennes, de nombreux Twa estiment qu'ils vivent toujours comme un peuple colonisé.

### Ouganda
En Ouganda, 82 % des Twa étaient sans terre en 1995. La mortalité infantile des Twa ougandais est de 38 % contre 18 % pour le reste de la population. Seuls 0,5 % des Twa terminent les études secondaires contre 15 % pour le reste des Ougandais. Le niveau de revenu est de 25 dollars américains par an en moyenne, contre 420 pour la moyenne des Ougandais. En 2008, le gouvernement ougandais justifiait encore les expulsions forcées des parcs nationaux effectuées en 1991, en affirmant qu'il a agi pour l'"avenir des Twa", tout en se montrant très peu intéressé par leur sort actuel.

### Rwanda
Au Rwanda, en 1993, 1,6 % des Twa avaient assez de terre pour cultiver. Selon l'enquête menée par la Communauté des Autochtones Rwandais (CAURWA), le taux d'alphabétisation des Twa n'est que de 23 % contre 52 % pour la population totale. Seuls 48 % des enfants Twa sont scolarisés dans le primaire et 1 % dans le secondaire, contre 78 % et 8 % pour le reste de la population nationale. Le motif principal d'abandon de la scolarité des enfants Twa est la marginalisation ou l'exclusion dans 56 % des cas (contre 5 % pour le reste de la population). 43 % des ménages Twa n'ont pas de terre agricole contre seulement 12 % pour le reste de la population. 46 % des ménages Twa ont des champs de moins de 0,15 ha alors que 60 % du reste de la population ont des champs de plus de 0,2 ha. 30 % des Twa sont sans emploi, 39 % travaillent comme journalier et seulement 0,1 % sont des agriculteurs indépendants contre 81 % pour le reste de la population. En 2007, la mendicité était devenue la première source de revenu pour 40 % des Twa au Rwanda.

### Burundi
Au Burundi, on comptait en 2003, quatre étudiants twa à l'Université du Burundi, 100 dans l'école secondaire et 3 000 dans le primaire.

## La mobilisation des Twa
Depuis les années 1990, les Twa tentent, avec l'aide d'organisations extérieures, et parfois des gouvernements locaux, de s'organiser en association afin d'obtenir la reconnaissance de leur culture et de leurs droits, notamment à travers un meilleur accès à l'éducation, à la terre et à la défense de leurs forêts traditionnelles. Créées en 1991, l'Association pour la promotion des Batwa (APB) au Rwanda et le Programme d'intégration et de développement du peuple Pygmée au Kivu (PIDP-Kivu) ont été les premières organisations représentatives des Twa dirigées par des Twa eux-mêmes. Elles ont par la suite été rejointes par des organisations communautaires ougandaises (UOBDU) et burundaises (UNIPROBA) et, au fil des années, un véritable réseau régional d'organisations de chasseurs-cueilleurs s'est mis en place.
En décembre 2003, des représentants Twa du Burundi, du Rwanda, de l'Ouganda et de la RDC se sont réunis à Bujumbura avec l'appui de l'ONG Minority Rights Group International. Ils ont appelé les gouvernements de la région à prendre urgemment des mesures leur garantissant un accès plus large à la propriété et à l'éducation.
En avril 2007, des associations pygmées du Burundi, du Cameroun, de l'Ouganda, de la République centrafricaine, du Congo et de la République démocratique du Congo se réunissent  à Impfondo, le centre administratif de la région de la Likouala, à 800 kilomètres au nord de Brazzaville, dans le cadre du forum international sur les peuples autochtones d’Afrique centrale. Au terme de ce forum organisé avec l'aide de partenaires internationaux, les participants ont pointé le risque d'un génocide culturel. Dans la déclaration finale, ils ont réaffirmé les droits de toutes les communautés autochtones sur les forêts, condamnant les expulsions forcées et les expropriations systématiques motivées par l’octroi de concessions forestières et la création de zones protégées.
Les gouvernements locaux ont commencé à appuyer les efforts de ces associations. C'est notamment le cas du gouvernement rwandais qui reconnait en 2001 que peu de chose a été fait au profit de cette communauté. Au Rwanda, les autorités ont aussi offert des formations aux Twa pour que les potiers puissent fabriquer de nouveaux produits. Elles ont aussi ouvert des écoles de charpenterie et de couture. Au Burundi, au tournant des années 2000, une femme Mutwa est devenue, avec l'appui des autorités, la représentante nationale d'une circonscription multi-ethnique à l'Assemblée nationale du Burundi. En vertu de la constitution du 18 mars 2005, trois sièges ont été réservés aux Twa à l'Assemblée nationale et au Sénat. En Ouganda, les Twa expulsés en 1991 du Parc national des gorilles de Mgahinga sont devenus guides afin de faire découvrir aux touristes qui visitent le parc leur ancien mode de vie. Ils sont autorisés à entrer à nouveau dans le parc pour y recueillir des baies et des plantes médicinales. En 2010, une jeune femme Twa, Alice Nyamihanda a été le premier membre de sa communauté à être diplômé de l'université (études de développement). Sa trajectoire est toutefois illustrative autant des quelques progrès enregistrés récemment que de la faiblesse de l'engagement des autorités ougandaises en faveur des Twa : malgré l'introduction, en 1997, de l'éducation primaire gratuite par le Président Museveni, Alice Nyamihanda n'a pu accéder à l'éducation que grâce à l'aide d'ONG de défense des Twa qui sont toutes dirigées en Ouganda par des non-Twa.
De surcroît, jusqu'à présent, les associations Twa et les programmes d'aides restent quasi exclusivement focalisés sur les mesures de modernisation et d'assimilation des populations Twa. Aucune pression n'est exercée pour que les organisations gérant les parcs nationaux et les autorités pour qu'elles respectent davantage les droits fonciers des Twa de la forêts.

## Vagues d'expulsion de la population Twa des parcs nationaux
- Parc national des Volcans, Rwanda (1970–1980)
- Forêt de Nyungwe, Rwanda (1970–1980)
- Forêt impénétrable de Bwindi, Ouganda (1991)
- Parc national des gorilles de Mgahinga, Ouganda (1991)
- Parc national de Kahuzi-Biega, République démocratique du Congo (1960-1975)
- Parc national des Virunga, République démocratique du Congo
- Forêt de Gishwati, Rwanda (chassés pour installer une plantation et produire du lait puis pour réinstaller des réfugiés)[21]

## Autres groupes pygmées en Afrique
- Mbuti (République démocratique du Congo)
- Akka ( Kongo Mavula Mfoa )
- Bayaka ( République du Congo )
- Baka (Cameroun et Gabon)
- Aka (République centrafricaine et République démocratique du Congo)

## Chercheurs qui ont étudié ou étudient la culture et la musique pygmée
- Colin Turnbull
- Simha Arom
- Mauro Campagnoli
- Jean-Pierre Hallet (en)
- Jerome Lewis